# Fontana del ratto di Europa

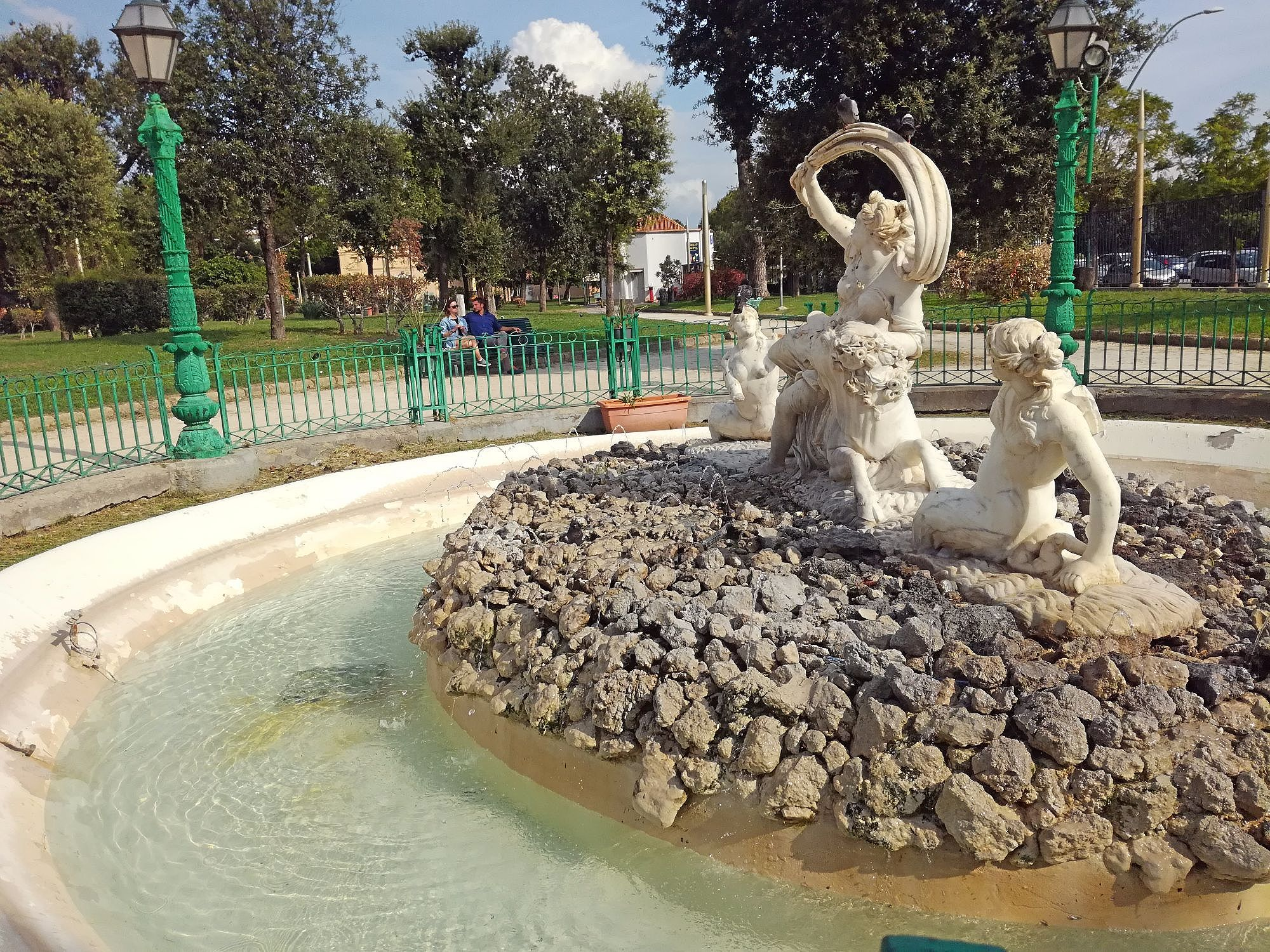
La fontana

La fontana del ratto di Europa (detta anche Gruppo Europa) è una delle fontane storiche di Napoli; è sita nella Villa Comunale (già Villa Reale).
La fontana è formata da una vasca di lava grigia circolare e circondata da una ringhiera in ferro battuto e grandi lampioni.
Al centro è collocato il gruppo scultoreo, unica opera scultorea posta nella villa che non sia una copia neoclassica (esclusi busti e statue di uomini illustri). È un pregevole lavoro originale di Angelo Viva eseguito nel 1798 e che inizialmente si trovava collocato su una fontana all'inizio di via Marinella, quasi adiacente al castello del Carmine. Raffigura l'episodio mitologico del rapimento di Europa da parte di Zeus sotto le sembianze di un toro. Europa è intenta a trattenere il proprio manto; quest'ultimo, forma un arco che le "sventola" sulla testa. Ai lati, due ninfe cercano di salvarla dalla furia del toro.
Non c'è assoluta certezza sulla data esatta del suo trasferimento nella villa. Secondo la maggioranza di storici e studiosi il suo trasferimento avvenne molto prima del 1826. La data più accettata è il 1809, dopo che fu realizzata l'area della villa chiamata il boschetto. Infatti la fontana è proprio collocata in questa zona.